# Molophilus albohalteratus
Molophilus albohalteratus är en tvåvingeart som beskrevs av Alexander 1925. Molophilus albohalteratus ingår i släktet Molophilus och familjen småharkrankar. Inga underarter finns listade i Catalogue of Life.